# Немцы России (энциклопедия)
«Немцы России» — энциклопедия, фундаментальное издание, посвящённое одному из народов России, внёсшему значительный вклад в российскую историю и культуру. Создание энциклопедии осуществлялось международной общественной организацией «Общественная академия наук российских немцев» при поддержке правительств России и Германии в рамках «федеральной целевой программы развития социально-экономической и культурной базы возрождения российских немцев на 1997—2006 гг.». Финансирование проекта осуществлялось из федеральных бюджетов России и ФРГ.

## Содержание энциклопедии
В энциклопедии представлены сведения следующего характера: история, экономика, география расселения немцев в России, социальные, религиозно-конфессиональные и культурные аспекты жизни немцев в различных регионах России. В энциклопедии описана история немцев, живших на территории Российской империи (за исключением Прибалтики, Царства Польского, Великого княжества Финляндского), СССР и живущих ныне в Российской Федерации, Украине, Казахстане и других странах СНГ.
Большое внимание уделено биографиям государственных, общественных и политических деятелей, военных, представителей делового мира, деятелей науки, культуры и церкви. Жизнеописания ныне здравствующих людей составителями не включались.
Значительное место в энциклопедии уделено истории немецких колоний и их населения. Однако история немцев в городах, прежде всего — в Санкт-Петербурге и их роль в политической, экономической и культурной жизни России, по мнению рецензента профессора М. Н. Машкина, осталась «в тени».

## Научный базис энциклопедии
Базой для написания энциклопедии стали научные исследования и публикации (российских и зарубежных учёных), особенно последнего десятилетия, по проблематике российских немцев; доклады на научных конференциях, статистические материалы, архивные документы, также ранее непубликовавшиеся документы из центральных и местных архивах, персональных фондов.
Основную часть энциклопедии занимают биографические статьи выдающихся личностей: статьи о государственных, военных, политических и общественных деятелях, деятелях национального движения, религиозных деятелях, ученых, путешественниках, деятелях образования и медицины, финансистах и предпринимателях, меценатах, архитекторах, художниках, литераторах, актерах, музыкантах, спортсменах и так далее.
Описаны конфессиональные особенности групп российских немцев (католиков, лютеран, менонитов), быт, культура, традиции и обычаи, демографические процессы, экономика немецких колоний на Украине, в Сибире, Средней Азии (сельское хозяйство, ремесла, промыслы, торговля), вклад немцев в модернизацию российской промышленности и сельского хозяйства.
Учитывая значительный вклад немцев в государственное управление, военное дело и общественно-политические движения России, этим направлениям деятельности также посвящён отдельный цикл статей энциклопедии. На протяжении веков правовой статус российских немцев и государственная политика в отношении к ним неоднократно менялись, энциклопедия располагает материалами и на эту тему.
В статьях также описывается роль российских немцев в развитии здравоохранения, культуры, образования и науки, в том числе, в организации и становлении Российской Академии Наук.
В энциклопедии отражены основные этапы расселения немцев в России, СССР, СНГ и история основных регионов их расселения — от западных границ Российской империи (Бессарабия, Волынь) до Средней Азии и Дальнего Востока. Отдельный блок статей описывает возникновение, существование и расформирования Автономной Республики немцев Поволжья.
Отдельными статьями описаны в энциклопедии темы: «Антинемецкая кампания», «Депортация», «Великая Отечественная война», «Демографические процессы».

## Редакционная коллегия
Для работы над энциклопедией «Немцы России» Общественной академией наук российских немцев в 1996 году была создана редакционная коллегия «Энциклопедия Российских Немцев». При подготовке первого и второго томов редакционную коллегию возглавлял В. Карев — первый заместитель главного редактора издательства «Большая Российская энциклопедия». При подготовке третьего тома редакционную коллегию возглавила О. Кубицкая — заведующая редакцией отечественной истории издательства «Большая Российская энциклопедия». Бессменный ответственный секретарь редакционной коллегии Н. Варденбург — учёный секретарь Общественной академии наук российских немцев. В составлении энциклопедии принимало участие около пятисот авторов из более чем десяти стран ближнего и дальнего зарубежья (Россия, Украина, Казахстан, Азербайджан, Германия, Польша, Финляндия, Швейцария и другие).
В работе над энциклопедией принимали участие:
- Айсфельд А. — доктор философии, исполнительный директор Геттингенского исследовательского центра Института истории и культуры немцев в Северной и Восточной Европе (Германия, Геттинген).
- Бобылева С. И. — профессор исторического факультета Днепропетровского национального университета (Украина, Днепропетровск)
- Герман А. А. — доктор исторических наук, профессор, заведующий кафедрой Саратовского государственного университета, председатель Ассоциации исследователей истории и культуры российских немцев.
- Лиценбергер О. А. — доктор исторических наук, профессор кафедры истории российской государственности и права Поволжской академии государственной службы (Саратов).
- Матис В. И. — доктор педагогических наук, профессор, академик МАНПО, заведующий кафедрой социологии БГПУ (Барнаул).
- Черказьянова И. В. — кандидат исторических наук, старший научный сотрудник Санкт-Петербургского филиала Института истории естествознания и техники РАН, редактор научно-информационного бюллетеня «Российские немцы».
- и другие.

## Структура и выходные данные
Энциклопедия «Немцы России» состоит из трёх томов и энциклопедического словаря:
- «Немцы России» — энциклопедия, том 1: А — И. Председатель редакционной коллегии — В. Карев. Москва, Издательство «Общественная Академия наук российских немцев», 1999 г. 832 страницы. ISBN 5-93227-002-0
- «Немцы России» — энциклопедия, том 2: К — О. Председатель редакционной коллегии — В. Карев. Москва, Издательство «Общественная Академия наук российских немцев», 2004 г. 747 страницы. ISBN 5-93227-002-0
- «Немцы России» энциклопедия, том 3: П — Я. О. Председатель редакционной коллегии — О. Кубицкая. Москва, Издательство «Общественная Академия наук российских немцев», 2006 г. 893 страницы. ISBN 5-93227-002-0
- «Немцы России. Населенные пункты и места поселения» энциклопедический словарь. Составитель В. Дизендорф. — Москва, Издательство «Общественная Академия наук российских немцев», 2006 г. 470 страниц. ISBN 5-93227-002-0